# 簗田広正
簗田 広正（やなだ ひろまさ）は、戦国時代から安土桃山時代にかけての武将。織田信長の重臣。尾張九之坪城および沓掛城主。通称は左衛門太郎で、後に別喜/戸次（べつき）姓を下賜され、右近大夫を拝領したので、別喜右近大夫とも名乗った。
※下記で説明するように諱は不確かだが、以下では都合「広正」として記述する。

## 生涯

### 名前と人物比定
しばしば混同されるが、『信長公記』に登場する同姓の人物で、桶狭間の戦いで活躍する簗田出羽守（四郎左衛門）や、男色関係になった斯波家臣・那古屋弥五郎を籠絡して清洲城に手引しようとした簗田弥次右衛門は、別人である。前者は広正の父親であると考えられている。
諱は、一般に「広正」と言われているが、これは『越登加三州志』に出てくるもので、『尾張群書系図部集』では、広正は出羽守（四郎左衛門）の諱とし、別喜右近の諱を「正次」として、ほか「正広」「宗行」の別名を載せている。ただし史料では、いずれの諱も文書で確認できていない。『尾張群書系図部集』では、正次の子の長教は天正10年（1582年）に甲州征伐における信濃国木曽郡・奈良井坂の戦いで戦死。孫の教貞は織田信雄に仕えたとしている。
『寛政重修諸家譜』では、出羽守と四郎左衛門を分けて、出羽守を四郎左衛門の子とし、出羽守の子として正勝が書かれているが、出羽守は天正元年（1573年）に見られなくなるので、文禄4年（1596年）に初めて徳川家康に出仕したという正勝という人物は、年齢から考えて広正には当てはまらず、前述のように広正を出羽守と混同したものか、広正の記述が抜け落ちて、子（孫）か弟（甥）にあたる人物（九郎左衛門）が書かれているものと思われる。

### 略歴
簗田氏の出自は不明だが、尾州春日井郡九之坪城を代々本拠とする家で、簗田出羽守の桶狭間での功績で加増を受けて、同国愛知郡沓掛城も所領とするようになっていた。
広正は、この簗田出羽守の子として誕生し、織田信長に馬廻として仕えた。
永禄10年（1567年）4月22日、連歌師の里村紹巴が九之坪城下の松元院に立ち寄った際に、勧進能に広正が酒を持ってきて、飲み交わしたと『富士見道記』に書かれているのが、史料の初見である。
元亀元年（1570年）6月、信長は小谷城の浅井長政を攻めて、町を焼いた後に撤退することになったが、22日、殿軍を広正・佐々成政・中条家忠の3人が務めた。殿軍には諸隊から鉄砲5百挺と弓30が追加されて、広正は敵の足軽隊を引きつけて、引いては戦い、引いては戦いを繰り返して巧みに戦った。同年9月の志賀の陣では、25日、比叡山に立て籠もった浅井・朝倉勢の包囲に参加。穴太（あなつ/あのう）の村に要害を築き、河尻秀隆・佐々成政・塚本小大膳・明智光秀・遠山友忠（苗木久兵衛）・村井貞勝・佐久間信盛・進藤賢盛・後藤高治・多賀常則・梶原景久・永井雅楽助（利重）・種田正元・佐藤秀方・中条家忠の武将を配置した。
元亀3年（1573年）12月、三方ヶ原の戦いに、佐久間信盛と平手汎秀が増援として派遣された後、広正は目付を命じられた。ただし三方ヶ原に参加できたかどうかは不明。
天正2年（1574年）7月、伊勢長島一向一揆攻めに従軍。織田信忠の配下で織田信包・津田秀成・津田長利・津田信成・津田信次・斎藤利治・森長可・坂井越中守・池田恒興・長谷川与次・山田勝盛・梶原景久・和田定利・中島豊後守・関長安・佐藤秀方・市橋利尚・塚本小大膳と、市江方面から攻めかかった。
天正3年（1575年）7月3日、東宮誠仁親王が蹴鞠の会を催した。信長も馬廻衆だけをつれて参内して見物した。この日、信長は官位昇進の勅諚を受けたが遠慮して辞退し、代わりに主だった家臣達の任官を願い出て勅許された。信長の推挙により、武井夕庵が二位法印を、明智光秀は惟任姓を名乗ることを許るされて日向守に、広正は別喜（戸次）の姓を下賜されて「別喜右近」となり、丹羽長秀は惟住姓を名乗ることを許された。『信長公記』には記述がないが、村井貞勝の長門守、羽柴秀吉の筑前守、塙直政の原田備前守の任官もこの時と考えられている。
同年8月15日、越前一向一揆鎮圧に従軍。三万余騎の軍勢と越前国を蹂躙し、23日には稲葉一鉄父子・明智光秀・羽柴秀吉・細川藤孝と共に加賀国に侵入した。後の信長朱印状によれば、広正はこの後、一旦、戻って信長に加賀の様子を報告し、その後、目付として再び加賀に派遣されている。加賀の能美郡・江沼郡が平定されたので、警備のために檜屋（日谷城）と大聖寺山（大聖寺城）に城を築き、広正と佐々長穐（権左衛門）に堀江勢を加えて配置した。結局、10日余りの短期間で越前・加賀の両国は平定された。加賀一国は広正に委ねられ、佐々長穐・堀江景忠が添えられた。なお、景忠は与えられた加増に不平を言ったがために、信長の逆鱗に触れて、柴田勝家に殺害された。
9月23日、信長が岐阜城に帰還すると、加賀一向一揆勢は再び蜂起した。
天正4年（1576年）4月、信長が明智光秀に命じて再び包囲させる天王寺合戦が起こると、加賀の一揆勢はこれを救援すべく攻勢を強めた。大聖寺城以外は敵の手に落ちたという状況で、9月、広正は城を出て敷地山を攻撃して、富樫六郎左衛門・舟田又吉・小黒源太・林新六郎ら一揆勢を撃破した。しかし一揆勢は多勢で、次から次へと増援がくるので、広正は信長に救援を求めた。信長は一揆勢に手を焼く家臣を厳しく処罰しており、広正を罷免すると、尾張へ召還して馬廻の将に戻した。代わりに勝家の甥・佐久間盛政を登用して加賀の鎮圧を任せている。
『当代記』によれば、罷免された広正は、本領尾張九坪に引き籠もった。
天正6年（1578年）、尾張衆のひとりとして織田信忠に属し、播磨国の砦の輪番の警固役の将に名前があるという。
天正7年（1579年）6月6日に没した。病死という。